# David Campbell (Schauspieler)
David „Dave“ James Campbell ist ein US-amerikanischer Schauspieler.

## Leben
Campbell begann Anfang der 1980er Jahre in kleinen Nebenrollen mit dem Filmschauspiel. 1987 spielte er in Aerobicide die männliche Hauptrolle des Detektiv Morgan und in Tödliche Beute den Antagonisten Col. John Hogan. Er blieb danach dem Action-B-Movie-Genre treu und war in zahlreichen Filmen meistens als Soldat mit schlechter Gesinnung zu sehen. 1993 war er in einer Episode der Fernsehserie Die Waffen des Gesetzes zu sehen. Im gleichen Jahr hatte er mit einer Besetzung in der Horrorkomödie Little Devils: The Birth eine Filmrolle, die von seinem bisherigen Portfolio abwich. 1994 hatte er Episodenrollen in Kung Fu – Im Zeichen des Drachen und Ein Mountie in Chicago. Nach seiner Rolle 1999 in White Wolves III: Cry of the White Wolf war er erst wieder 2012 in Night Claws in einem Film zu sehen. 2013 spielte er in Tödliche Beute 2 wieder die Rolle des Col. John Hogan.

## Filmografie (Auswahl)
- 1982: Puss in Boots (Fernsehfilm)
- 1985: Kill Zone
- 1986: Population: 1
- 1987: Aerobicide (Killer Workout)
- 1987: Tödliche Beute (Deadly Prey)
- 1988: Scarecrows
- 1988: Hell on the Battleground
- 1988: Evil Altar
- 1989: Order of the Eagle
- 1989: Speak of the Devil
- 1990: Twisted Justice
- 1991: Devil Rider
- 1991: Bloodbrother 3 – Fearless Tiger
- 1991: Prime Target
- 1993: Die Waffen des Gesetzes (Street Legal, Fernsehserie, Episode 7x17)
- 1993: Little Devils: The Birth
- 1994: Nothing to Lose
- 1994: Kung Fu – Im Zeichen des Drachen (Kung Fu: The Legend Continues, Fernsehserie, Episode 2x20)
- 1994: Ein Mountie in Chicago (Due South, Fernsehserie, Episode 1x10)
- 1994: The Killing Machine
- 1995: The Android Affair (Fernsehfilm)
- 1995: Jungle Law
- 1995: Knockout
- 1998: Futuresport – Kämpfe um dein Leben! (Futuresport, Fernsehfilm)
- 1999: Big Monday
- 1999: White Wolves III: Cry of the White Wolf
- 2012: Night Claws
- 2013: Tödliche Beute 2 (Deadliest Prey)
- 2015: Relentless Justice
- 2017: Bridal Boot Camp (Fernsehfilm)